# Atribacteraceae
Famille
Les Atribacteraceae sont une famille de bactéries dans le phylum Atribacterota.

## Historique
La souche type du genre type de cette famille a été isolée au large du Japon à partir d'un mélange de sédiments et d'eau prélevés de sédiments profonds d'un aquifère salin comprenant du gaz naturel.

## Description
Les bactéries de la famille Atribacteraceae sont gram négatives et anaérobies stricts. Elles ne formant pas de spores, sont en forme de bacilles et parfois aussi plus ovoïde avec des extrémités plus pointues. Leurs dimensions caractéristiques sont de 0,6 à 0,8 μm de large et de 1,3 à 1,8 μm de long. Contrairement à la plupart des bactéries gram négatives, les bactéries du genre type Atribacter de cette famille possèdent trois bicouches lipidiques.

## Taxonomie
Le nom correct complet (avec auteur) de ce taxon est Atribacteraceae Katayama et al., 2021,. Le nom a été validé par l'ICSP en 2021. 
Le genre type est Atribacter Katayama et al. 2021.

### Étymologie
L'étymologie de cette famille Atribacteraceae est la suivante : A.tri.bac.te.ra.ce’ae. N.L. masc. n. Atribacter, genre type de la famille ; L. fem. pl. n. suff. -aceae, suffixe définissant une famille ; N.L. fem. pl. n. Atribacteraceae, la famille du genre Atribacter.

### Liste des genres
Selon la base taxonomique LPSN (5 août 2023) :
- Atribacter Katayama et al. 2021[4]